# Humphrey, Arkansas
Humphrey là một thành phố thuộc quận Arkansas, tiểu bang Arkansas, Hoa Kỳ. Năm 2010, dân số của thành phố này là 557 người.

## Dân số
- Dân số năm 2000: 806 người.
- Dân số năm 2010: 557 người.